# Siwave
Siwave Multi Schwingungsplatten
SiWAVE-Schwingungsgeräte werden als Trainingsgeräte in der Rehabilitation orthopädischer und
neurologischer Erkrankungen als auch im Bereich Fitness und Prävention erfolgreich eingesetzt.
Ihre Zweckbestimmung umfasst die Stärkung der Muskulatur, die Förderung der Beweglichkeit sowie die
Verbesserung des allgemeinen Wohlbefindens durch gezielte Schwingungstechniken.
Die spezielle Schwingungstechnik über die zwei seitenalternierenden Platten ermöglicht ein physiologisch
achsgerechtes Training auf dem SiWAVE Multi PLUS med. Der effektive Mechanismus der seitenalternierenden
Platten unterscheidet uns deutlich von unseren Mitbewerbern im Bereich der Vibrationsgeräte da sie das
natürliche Gehen nachempfinden.
Das SiWAVE Multi PLUS med erzeugt eine Schwingung im natürlichen Sinus-Wellen-Prinzip und ermöglicht ein
angenehmes Trainieren für alle Altersklassen. Die Wirksamkeit des SiWAVE Multi wurde durch
wissenschaftliche Studien, unter anderem zur Verbesserung der Muskelkraft und Balance, sowie zur Steigerung
der Knochendichte nachgewiesen.
www.siwave.eu
1. ↑  SiWAVE Vibrationsgeräte, Schwingungsplatte, Sinuswelle. Abgerufen am 15. August 2025.
2. ↑  SiWAVE Vibrationsgeräte, Schwingungsplatte, Sinuswelle. Abgerufen am 15. August 2025.
3. ↑  SiWAVE Vibrationsgeräte, Schwingungsplatte, Sinuswelle. Abgerufen am 15. August 2025.
4. ↑  SiWAVE Vibrationsgeräte, Schwingungsplatte, Sinuswelle. Abgerufen am 15. August 2025.
5. ↑  SiWAVE Vibrationsgeräte, Schwingungsplatte, Sinuswelle. Abgerufen am 15. August 2025.
6. ↑  SiWAVE Vibrationsgeräte, Schwingungsplatte, Sinuswelle. Abgerufen am 15. August 2025.
7. ↑  SiWAVE Vibrationsgeräte, Schwingungsplatte, Sinuswelle. Abgerufen am 15. August 2025.
8. ↑  SiWAVE Vibrationsgeräte, Schwingungsplatte, Sinuswelle. Abgerufen am 15. August 2025.